# おたく狩り
おたく狩り（おたくがり）とは、おたくに対して有形ないし無形の力（暴力）を行使することであり、以下の2つの意味が存在する。
1. おたくを標的とした強盗・恐喝行為（いわゆるカツアゲ）
2. 警察官がおたくに対して集中的に行う職務質問

類義語として、やおい・ボーイズラブを好む女性オタク（いわゆる腐女子）を対象としたナンパやストーキング・暴行などの迷惑行為を腐女子狩りと呼ぶことがある。また、特にコミックマーケットの参加者を対象とした強盗・恐喝行為はコミケ狩りと呼ばれる。

## 強盗・恐喝行為
おたくを対象とした強盗・恐喝行為のこと。金銭を持って買い物にやってくるおたくを対象とするので、「確実に金を取れる」「おたくは暴力に弱い」と思われていることから、加害者側としてはローリスク・ハイリターンと考えられており、おやじ狩りに代わって横行するようになった。また、前述のように加害者側はホームレス狩り同様の「汚くて臭いおたくを退治する」という意識・理由付けで正当化して襲撃しているので、違法行為を犯しているという意識が欠如し、逮捕されても全く反省しない者もいるという。
他、おたくが多数出没するエリアに出店している店舗自身が、来店者に対し強制的に品物を買わせた事例もある。
このような行為に対抗するために護身用として刃物を持ち歩く場合があるが、これは銃砲刀剣類所持等取締法（銃刀法）に違反するおそれがあり、秋葉原周辺での銃刀法違反の急増も報道された。
警視庁の生活環境課と地域指導課は、ウェブサイト「刃物の話」にて、イラストを使ったやや子供向けの説明を行っている。ここで警視庁は、例示した電気街に新作のゲームソフトを買いに行く相談をしている少年たちの会話の中で、強盗行為としての「オタク狩り」に言及している。さらに少年たちの会話は続き、「（たとえ護身用であれ）正当な理由もなしにカッターナイフを持ち歩くのは、銃刀法や軽犯罪法に違反するため、警察による取締りの対象になる」と解説されている。この点は、次節に示す意味合いでのおたく狩りとも関係している。

## 警察官による職務質問

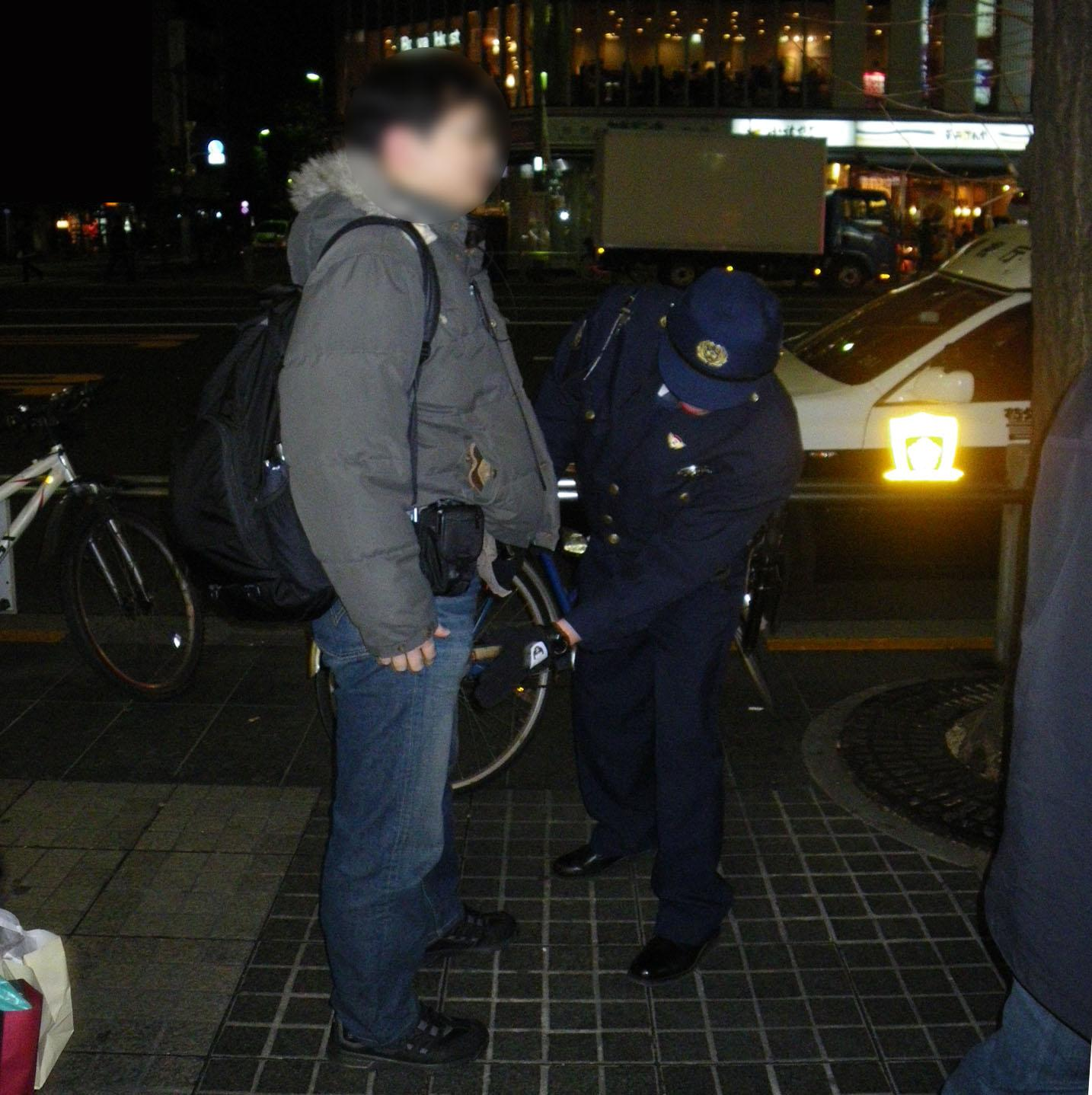
秋葉原における所持品検査の様子。（2010年2月撮影）

警察官がおたく風の若者のみに集中的に職務質問を行い、微罪によって任意出頭を求め、場合によっては逮捕ないし連行する事象を含めることもある。週刊SPA!（2005年2月1日号の記事）においては、秋葉原などにおいて警察官が検挙率や点数（ノルマ）を稼ぐため、無抵抗で弱そうなオタクを選んで職務質問を行い、カッターナイフなどの所持を理由に「任意出頭」させる事例を「オタク狩り」と呼んでいる。
任意とはいうものの、警察官には「質問を継続するため」にある程度の行為が許されており、無理に職務質問を拒否してその場を去ろうものなら転び公妨などで公務執行妨害の現行犯として逮捕するケースすらあり得るため、実質的にはほぼ強制となっている。そして職務質問を受ければ、ほとんどの場合何らかの口実を作られて任意出頭を求められることになる。
カッターナイフやその他の鋭利な工具（ドライバー、ペンチなど）の所持については軽犯罪法1条2項に抵触する場合があるが、刑事訴訟法199条1項の規定により、原則としてそれを理由に逮捕することはできない。また、開梱や運送などの作業で必要があって所持する場合も「正当な理由」に該当するため、逮捕することはできない。また、（護身用であれども）催涙スプレー、スタンガンなどを所持するのも同じく「任意出頭」させられる原因となるため、有用な護身術が制限される問題もある。
中には、本富士警察署のように「オタク狩り」行為を目的として、「管轄外の地域」へ出向いてまで巡回を行う警察署も存在する（本富士署員達は万世橋警察署の管轄である外神田で巡回を行っていた事実が確認されている）。不当逮捕問題に取り組んでいる救援連絡センターの渡辺幸之助の見解によると、こうした傾向は竹花豊が東京都副知事に就任した2003年頃、竹花の意向によって職務質問による検挙ノルマが増えたことに関係しているとのことである。こうした事情が、前述したような「間違った正義感」と結びついて、警官による「おたく狩り」が発生したのではないかと指摘されている。
なお、このような職務質問については、書類送検されたが不起訴となった当人から、2010年3月に提訴された結果、2013年5月、当人に異常な行動が見られない限り違法との判例が、東京地方裁判所から示された

## コミケ狩り
コミケ狩りとは、コミックマーケット（コミケ）の参加者を標的とした恐喝・強盗行為。おたく狩りの一種である。
コミックマーケット開催時、東京国際展示場にいる参加者が現金の強奪を目的に狙われる犯罪行為。手口は暴行・恐喝・強盗であるが、複数の若者が徒党を組み、自分達より少人数で行動している主に徹夜組と呼ばれるコミケマナー違反の参加者を狙い討ちするものである。
なお、コミックマーケットの主催者側は徹夜での来場を禁止しており、コミケットアピールやコミケットカタログでは、これらの会場付近での徹夜の開場待ちの禁止他、犯罪の被害を未然に防ぐための諸注意が記載されている。
2002年7月には、前年の冬のコミックマーケット61開催時に犯行を行った十数人の容疑者が逮捕されたことが新聞等で報道され、犯人達が「コミケ狩り」と称し、コミケの参加者をターゲットにした理由として、コミケに集まってくるマニアは多額の現金を確実に持っていることを挙げ、自身の体を鍛えるなどしてコミケ客を計画的に狙ったとしている。しかし、この事件に関しては、当時コミックマーケット準備会の代表であった米沢嘉博は同年夏のコミックマーケット開催後に、事件に関する7月16日前後の報道は、都内で行われていた同系統の犯行の中からコミケットの事件だけを「コミケ狩り」として報道されたとして、コミケスタッフから自分に報告された事件の内容と齟齬があったと語っている。また後年、開催中に報告の上がった夜間の恐喝事案については「オタク狩り」としている。

### 1.の関連項目
- 少年犯罪
- 恐喝罪

類義語
おやじ狩り（対象は異なるが、犯罪内容は基本的に同類である）

### 2.の関連項目
- 職務質問
- 微罪逮捕
- 転び公妨
- 見込み捜査
- レイシャル・プロファイリング

### 共通の関連項目
- おたく差別
- いじめ
- 私刑
- 警察の暴力